# Mr Parker Pyne
Mr Parker Pyne (Parker Pyne Investigates) est un recueil de douze nouvelles policières écrites par Agatha Christie mettant en scène le personnage de Parker Pyne.
Ce recueil a été publié en 1934 au Royaume-Uni chez l'éditeur William Collins, Sons et la même année aux États-Unis chez l'éditeur Dodd, Mead and Company sous le titre alternatif Mr. Parker Pyne, Detective.
En France, il est d'abord paru en 1967 sous le titre Mr Parker Pyne, professeur de bonheur avant de prendre son titre définitif Mr Parker Pyne en 1971.

## Synopsis
Annonce parue dans The Times :
Êtes-vous heureux ?

Dans le cas contraire consultez

Mr Parker Pyne, 17, Richmond Street.

## Composition du recueil
1. L'Épouse délaissée (The Case of the Middle-aged Wife)
2. L'Officier en retraite (The Case of the Discontented Soldier)
3. La Dame désolée (The Case of the Distressed Lady)
4. Le Mari mécontent (The Case of the Discontented Husband)
5. L'Employé de bureau (The Case of the City Clerk)
6. La Dame riche (The Case of the Rich Woman)
7. Avez-vous tout ce que vous voulez ? (Have You Got Everything You Want?)
8. Les Portes de Bagdad (The Gate of Baghdad)
9. La Maison de Chiraz (The House at Shiraz)
10. La Perle de grand prix (The Pearl of Price)
11. Mort sur le Nil (Death on the Nile)[1]
12. L'Oracle de Delphes (The Oracle at Delphi)

## Éditions
- (en) Parker Pyne Investigates, Londres, William Collins, Sons, 1934, 256 p.
- (en) Mr. Parker Pyne, Detective, New York, Dodd Mead and Company, 1934, 244 p.
- Mr. Parker Pyne, professeur de bonheur  (trad. Miriam Dou-Desportes), Paris, Librairie des Champs-Élysées, coll. « Le Masque » (no 977), 1967, 192 p. (BNF 32950729)
- Repris dans : L'Intégrale Agatha Christie  (préf. Jacques Baudou), t. 4 : Les années 1934-1935, Paris, Librairie des Champs-Élysées, coll. « Les Intégrales du Masque », 1992, 1202 p. (BNF 35498796)